# Andrew Vicari
Andrew Vicari, né le 20 avril 1932 à Port Talbot et mort le 3 octobre 2016 à Swansea, est un peintre gallois. Surnommé "le peintre des rois", il est principalement connu pour ses portraits de personnalités politiques.

## Biographie
Né Andrea Antonio Giovanni Vaccari à Port Talbot au Pays de Galles dans une famille d'origine italienne. Il suit sa scolarité à l'école Neath Grammar School et remporte la médaille d'or de peinture à l'occasion d'un concours (Wales National Eisteddfod), alors qu'il est âgé de 12 ans. Bien que sa candidature ait été une première fois refusée, il étudie la peinture à la Slade School of Fine Art de Londres entre 1950 et 1952, sous la direction de William Coldstream et, occasionnellement, de Lucian Freud. Il quitte l'école avant même l'obtention de son diplôme et se rend à Florence, en Italie. Il reste deux ans à Rome avant de finalement regagner l'Angleterre.
Sa carrière de peintre débute en 1961 à Londres et se spécialise dans la réalisation de portraits. Plusieurs de ses toiles sont exposées dans la salle d'exposition de Debenhams, près de Leicester Square, l'événement ayant été financé par l'imprésario Jack Hylton. Partisan de l'art figuratif et des peintures à l'huile, le travail de Vicari est peu à peu reconnu hors de Grande-Bretagne et trouve un accueil favorable dans les pays du Moyen-Orient.
En 1974, Vicari est nommé peintre officiel de la cour du roi et du gouvernement d'Arabie Saoudite. Les années suivantes, il réalise de nombreux portraits de la famille royale, mais il peint également la ville de Riyad et des scènes de la vie des Bédouins. Il s'assure un succès durable et une situation financière aisée, qui lui valent d'être surnommé le "Rembrandt de Riyad" par le New York Times en janvier 2011. 
Installé dans son atelier de Nice, en France, Vicari possédait également des appartements à Riyad et près de Monte-Carlo. En 2006, son patrimoine, estimé à 92 millions de livres sterling selon le Sunday Times Rich List, fait de lui l'un des artistes britanniques les plus fortunés,. En 2014, il connaît toutefois un revers de fortune qui le pousse à rentrer au Pays de Galles. Il décède à l'hôpital Morriston de Swansea le 3 octobre 2016, à l'âge de 84 ans. 